# 切爾尼戈夫區
切爾尼希夫區（烏克蘭語：Чернігівський район），又按俄语名译为切爾尼戈夫區，是烏克蘭北部切尔尼希夫州的一個區，行政中心設於切尔尼希夫，人口数量为451,430人（2021年估计）。

## 历史
2020年7月18日作为乌克兰行政区划改革的一部分，切尔尼希夫州的区份数量减至5个，切尔尼希夫区的面积显著增加。改革前切尔尼希夫区的面积为2,547平方公里，2020年人口数量为51,152人。

## 行政区划
切尔尼希夫区下分为20个市镇。